# John Silkin
John Ernest Silkin (ur. 18 marca 1923, zm. 26 kwietnia 1987 w Londynie), brytyjski arystokrata i polityk, młodszy syn Lewisa Silkina, 1. barona Silkin, młodszy brat Samuela, lorda Silkin of Dulwich. Minister w rządach Harolda Wilsona i Jamesa Callaghana, członek Partii Pracy.
Wykształcenie odebrał w Dulwich College, na Uniwersytecie Walii oraz w Trinity Hall na Uniwersytecie Cambridge. W latach 1942–1946 służył w Royal Navy. W 1943 r. został podporucznikiem Ochotniczej Rezerwy Royal Navy i rozpoczął służbę we Flocie Indii Wschodnich. Następnie służył we Flocie Wschodniej i w Brytyjskiej Flocie Pacyfiku. Służył na pokładach okrętów HMS George V i HMS Formidable. Został awansowany na porucznika Ochotniczej Rezerwy. Został zdemobilizowany w 1946 r. i powrócił do Cambridge. W 1950 r. został solicitorem i rozpoczął pan w firmie prawniczej swojego ojca w Londynie.
W 1950 r. wystartował w wyborach parlamentarnych w okręgu St Marylebone, ale bez powodzenia. Również bez powodzenia próbował uzyskać mandat parlamentarny w wyborach w 1951 r. w okręgu Woolwich West oraz w 1959 r. w okręgu Nottingham South. W latach 1962–1963 zasiadał w radzie okręgu miejskiego St Marylebone. Do Izby Gmin dostał się w 1963 r. wygrywając wybory uzupełniające w okręgu Deptford. Od 1974 r. reprezentował okręg wyborczy Lewisham Deptford.
Od 1966 r. był członkiem Tajnej Rady. W tym samym roku został głównym whipem rządowym i skarbnikiem Dworu Królewskiego. W latach 1968–1969 był zastępcą przewodniczącego Izby Gmin, pozostając jednocześnie na poprzednim stanowisku. W latach 1969–1970 został ministrem prac publicznych. W latach 1974–1976 był ministrem planowania i samorządu lokalnego w departamencie środowiska. W 1976 r. został ministrem rolnictwa, rybołówstwa i żywności. Pozostawał na tym stanowisku do wyborczej porażki laburzystów w 1979 r.
Jako polityk Opozycji był mówcą ds. przemysłu w latach 1979–1980, przewodniczącym Izby Gmin w gabinecie cieni Michaela Foota w latach 1980–1983 oraz mówcą ds. obrony i rozbrojenia w latach 1981–1983. W 1980 r. bez powodzenia startował w wyborach na lidera laburzystów. Zmarł w 1987 r.
Od 1950 r. był żonaty z aktorką Rosamund John. W 1954 r. urodził im się syn, Rory.